# Vanguardia, Caleta del
Vanguardia, Caleta del är en vik i Antarktis. Den ligger i Västantarktis. Argentina, Chile och Storbritannien gör anspråk på området.